# Hoyt Vandenberg
Hoyt Sanford Vandenberg (ur. 24 stycznia 1899 w Milwaukee, zm. 2 kwietnia 1954 w Waszyngtonie) – amerykański generał, dyrektor Centrali Wywiadu (1946–1947), szef sztabu Sił Powietrznych Stanów Zjednoczonych (1948–1953).

## Życiorys
W 1923 ukończył studia w Akademii Wojskowej w West Point w stanie Nowy Jork. Był pilotem myśliwskim. W chwili rozpoczęcia II wojny światowej był zastępcą szefa sztabu Lotnictwa Wojsk Lądowych (US Army Air Forces). W latach 1942–1943 służył w Afryce Północnej, następnie w latach 1943–1944 był zastępcą szefa sztabu lotnictwa. Pełniąc tę funkcję został wysłany do Moskwy z amerykańską misją wojskową.
W 1946 został zastępcą szefa sztabu ds. wywiadu, zwanym popularnie G-2, w Sztabie Generalnym US Army. Miał nadzieję, że obejmie dowództwo niezależnych Sił Powietrznych Stanów Zjednoczonych (US Air Force), które właśnie zamierzał powołać prezydent USA Harry S. Truman. Prezydent mianował go jednak dyrektorem Centrali Wywiadu (DCI), po odejściu z tego stanowiska, w 1946 kontradmirał Sidneya W. Souersa. Było to taktyczne posunięcie ze strony prezydenta Trumana, który potrzebował poparcia politycznego dla swoich planów utworzenia Departamentu Obrony, Sił Powietrznych USA, oraz Centralnej Agencji Wywiadowczej (CIA). Hoyt Vandenberg był bratankiem senatora Arthura Vandenberga, wpływowego republikanina, wnioskodawcy rezolucji Vandenberga, tymczasowego przewodniczącego Senatu od czasu, gdy wiceprezydent Truman został prezydentem. 
Jako DCI, Vandenberg kierował Grupą Centrali Wywiadu (Central Intelligence Group – CIG), czyli bezpośrednią poprzedniczką CIA, powołanej rok później, w 1947. Pod jego kierownictwem CIG uzyskała nieco niezależności i otrzymała prawo zbierania oraz analizowania danych wywiadowczych. Po utworzeniu w październiku 1947 Sił Powietrznych USA, Vandenberg został mianowany zastępcą szefa sztabu w stopniu generała, a na stanowisku DCI zastąpił go Roscoe H. Hillenkoetter. Zmarł 2 kwietnia 1954 w Waszyngtonie.

## Odznaczenia
- USAF Command Pilot Wings
- Distinguished Service Medal – dwukrotnie
- Srebrna Gwiazda
- Legion of Merit
- Distinguished Flying Cross
- Brązowa Gwiazda
- Air Medal – pięciokrotnie
- American Defense Service Medal
- American Campaign Medal
- European-African-Middle Eastern Campaign Medal
- World War II Victory Medal
- Wielki Oficer Orderu Leopolda (Belgia)
- Wielki Oficer Orderu Krzyża Południa (Brazylia)
- Medal Wojenny (Brazylia)
- Wielka Wstęga Orderu Nilu (Egipt)
- Krzyż Wojenny z palmą (Francja)
- Wielki Oficer Orderu Oranje-Nassau (Holandia)
- Krzyż Wielki Orderu Zasługi Adolfa de Nassau (Luksemburg)
- Krzyż Wojenny (Luksemburg)
- Medal za Zasługi Wojskowe (Meksyk)
- Krzyż Komandorski z Gwiazdą Orderu Odrodzenia Polski (Polska)
- Krzyż Wielki Orderu Wojskowego Avis (Portugalia)
- Order Drogocennego Trójnogu z Wielką Wstęgą (Republika Chińska)
- Honorowy Rycerz Komandor Orderu Łaźni (Wielka Brytania)
- Krzyż Wielki Orderu Wojskowego Włoch (Włochy)
- i inne